# NGC 7750
NGC 7750 ist eine Balken-Spiralgalaxie vom Hubble-Typ SBc/P Sternbild Fische auf der Ekliptik. Sie ist schätzungsweise 137 Millionen Lichtjahre von der Milchstraße entfernt und hat einen Durchmesser von etwa 65.000 Lichtjahren. Gemeinsam mit vier weiteren Galaxien bildet sie die NGC 7757-Gruppe (LGG 482).
Das Objekt wurde am 30. August 1785 von Wilhelm Herschel entdeckt.